# Arne Brustad
Arne Brustad (Oslo, 14 aprile 1912 – Oslo, 22 agosto 1987) è stato un calciatore norvegese, di ruolo attaccante.

## Carriera

### Club
Brustad giocò per l'intera carriera con il Lyn, dal debutto nel 1930 al ritiro del 1948.

### Nazionale
Brustad giocò 33 partite per la Norvegia, mettendo a segno 17 reti. Debuttò il 31 maggio 1935, nel successo per due a zero sull'Ungheria. Segnò la prima rete il 3 agosto 1936, contribuendo al successo per quattro a zero sulla Turchia. Fu una delle stelle della Norvegia ai Giochi Olimpici del 1936, dove segnò 5 reti in 4 incontri, compresa la tripletta segnata alla Polonia nella finale per il terzo posto.
Due anni dopo, fu tra i calciatori che parteciparono al campionato del mondo 1938. La Norvegia fu però eliminata al primo turno dall'Italia, poi vincitrice della manifestazione, a causa di una sconfitta per due a uno nei tempi supplementari. Fu proprio di Brustad il gol degli scandinavi, che arrivò nei minuti finali dei tempi regolamentari; segnò poi un'altra rete nei supplementari, che fu però annullata tra le polemiche per fuorigioco.
In seguito, nello stesso anno, fu scelto tra i calciatori del Resto del Mondo che sfidarono l'Inghilterra a Wembley.

## Palmarès

### Giocatore

#### Club
- Coppa di Norvegia: 2

Lyn: 1945, 1946

#### Nazionale
- Bronzo olimpico: 1

Berlino 1936